# Locust (Carolina del Norte)
Locust es una ciudad ubicada en el condado de Stanly en el estado estadounidense de Carolina del Norte. La localidad en el año 2000, tenía una población de 2.416 habitantes en una superficie de 13.3 km², con una densidad poblacional de 181.7 personas por km².

## Geografía
Locust se encuentra ubicada en las coordenadas 35°16′2″N 80°25′36″O / 35.26722, -80.42667. Según la Oficina del Censo, la localidad tiene un área total de 13,3 km² (5,1 mi²), de la cual 13,3 km² (5,1 mi²) es tierra y 0 km² (0 mi²) (0.0%) es agua.

### Localidades adyacentes
El siguiente diagrama muestra a las localidades en un radio de 24 kilómetros (14,9 mi) de Locust.

## Demografía
En el 2000 la renta per cápita promedia del hogar era de $44.556, y el ingreso promedio para una familia era de $50.987. El ingreso per cápita para la localidad era de $19.250. En 2000 los hombres tenían un ingreso per cápita de $35.614 contra $21.375 para las mujeres. Alrededor del 4.10% de la población estaba bajo el umbral de pobreza nacional.